# Psychrogeton
Psychrogeton,  es un género perteneciente a la familia Asteraceae. Comprende 36 especies descritas y solo 9 aceptadas.

## Taxonomía
El género fue descrito por Pierre Edmond Boissier y publicado en Flora Orientalis 3: 156. 1875. La especie tipo es: Psychrogeton cabulicum Boiss. 

## Especies
A continuación se brinda un listado de las especies del género Psychrogeton aceptadas hasta junio de 2011, ordenadas alfabéticamente. Para cada una se indica el nombre binomial seguido del autor, abreviado según las convenciones y usos.
- Psychrogeton aellenii (Rech.f.) Griers.
- Psychrogeton candissimus Griers.
- Psychrogeton capusi Novopokr. ex Krasch.
- Psychrogeton chionophilus (Boiss.) Krasch.
- Psychrogeton lumbricoides (Gilli) Griers.
- Psychrogeton persicus (Boiss.) Griers.
- Psychrogeton pseuderigeron Novopokr. ex Nevski
- Psychrogeton sphaeroxylus (Gilli) Griers.
- Psychrogeton turkestanicus O.Hoffm. ex Paulsen